# Гинка Станчева
Гинка Константинова Станчева е българска театрална и филмова актриса.

## Биография
Родена е на 15 юни 1932 г. в София.
През 1955 г. завършва ВИТИЗ в класа на проф. Стефан Сърчаджиев и започва кариерата си в Драматичен театър в Благоевград в ролята на Блага във „Фиданките цъфтят“ на Славчо Красински, където работи до 1958 г. От 1958 до 1992 г. играе на сцената на Народния театър на младежта. От 1993 до 1998 г. работи в частен театър „Барбуков“, гастролира в общински театър „Възраждане“, Театър 199 и в театри извън София. Има участия в радио- и телевизионния театър.
Има пано с нейните отпечатъци на Стената на славата пред Театър 199.
Добива популярност през 1957 г. с ролята си във филма „Земя“ на режисьора Захари Жандов, който е първият български филм, спечелил право за участие в конкурсната програма на фестивала в Кан. Станчева се снима в 19 филма, по-значимите сред които са „Любимец 13“, „Специалист по всичко“ и „Нощем с белите коне“, както и първата българска сапунена опера „Семейство Калинкови“.
През 80-те години на двадесети век участва в дублажите на Българската телевизия (Първа програма) на популярния испански сериал „Синьо лято“ (озвучаваща Беа), както и на американския сериал „Малка къща в прерията“.
През 2002 г. е наградена с орден „Стара планина“ за изключителни приноси към българската култура и по повод 70 години от рождението ѝ.
Гинка Станчева умира на 90-годишна възраст на 4 февруари 2023 г.

## Награди и отличия
- Заслужил артист (1967).
- Народен артист (1986).
- Орден „Кирил и Методий“ – II степен.
- „Първа награда“ за „Посещение в миналото“ на преглед на българската драма и театър.
- Орден „Стара планина“ за изключителни приноси към българската култура и по повод 70 години от рождението ѝ.

## Театрални роли
Гинка Станчева играе множество роли на театрална сцена, по-значимите са:
- Жулиета в „Ромео и Жулиета“ – Уилям Шекспир
- Оливия в „Дванайсета нощ“ – Уилям Шекспир
- Кралицата в „Ричард II“ – Уилям Шекспир
- Мила в „Полите на Витоша“ – Пейо Яворов
- Мария в „Хубавата Мария“ – Дончо Цончев
- Ана в „Преди всичко любов“ – Дамян Дамянов
- Есмералда в „Парижката света Богородица“ – Виктор Юго
- Катя в „Унижените и оскърбените“ – Фьодор Достоевски
- Мери в „Том Сойер“ – Марк Твен
- Даша във „Варвари“ – Максим Горки
- Розалинда в „Както ви се харесва“ – Уилям Шекспир
- „Напразни усилия на любовта“ (1963) (Уилям Шекспир)

## Телевизионен театър
- „… И компания“ (1971) (Йордан Радичков)
- „Диалози“ (1970) (Кръстю Пишурка)
- „Рози за д-р Шомов“ (1967) (Драгомир Асенов) – сестра Янкова
- „Амброзио убива времето“ (1966), мюзикъл
- „Кристалната пантофка“ (1965) (Тамара Габе)
- „Болничната стая“ (1964)

## Филмография
| Година      | Филми и Сериали                  | Серии | Копродукции                              | Роля                                                  |
| ----------- | -------------------------------- | ----- | ---------------------------------------- | ----------------------------------------------------- |
| 2021        | Рая на Данте                     |       |                                          | Анна, майката на Данте                                |
| 2002        | Асистентът                       |       | България/Италия                          | съпругата на Павел                                    |
| 2002        | Сага за Арчибалд – („Archibald“) | 13    | Франция/Швейцария/Канада/България/Гърция |                                                       |
| ?           | Ива сред хората                  | ?     |                                          |                                                       |
| ?           | Виновникът                       |       |                                          |                                                       |
| ?           | Разказ за войнишкия шинел        |       |                                          |                                                       |
| 1991        | Бай Ганьо тръгва из Европа       |       |                                          |                                                       |
| 1991        | Бай Ганьо                        | 4     |                                          | госпажа Милерова, хазяйката на Бодков (в 1 серия: IV) |
| 1988        | Чичо кръстник                    |       |                                          |                                                       |
| 1986        | Три Марии и Иван                 |       |                                          | Дора                                                  |
| 1985        | Смъртта може да почака           |       |                                          | госпожица Михова                                      |
| 1984        | Нощем с белите коне              | 6     |                                          | Ангелина, сестрата на академик Урумов                 |
| 1980        | Приключенията на Авакум Захов    | 10    |                                          |                                                       |
| 1980        | Вярност                          | 2     |                                          | леля Мария – майката на Иван                          |
| 1975        | Авантюрите на Виктор             | 5     |                                          | Ани, колежка на Виктор                                |
| 1971        | Гневно пътуване                  |       |                                          | артистката, получаваща цветя                          |
| 1970 – 1971 | Ало, д-р Минев!                  | 5     |                                          | стажантката, влюбена в д-р Минев                      |
| 1969 – 1971 | На всеки километър               | 26    |                                          | Лила Мишева, дъщеря на полковник Мишев (в 21 серия)   |
| 1968        | Един снимачен ден (тв)           |       |                                          | актрисата                                             |
| 1966        | Карай по правия…                 |       |                                          | съпругата                                             |
| 1966        | Семейство Калинкови              | 12    |                                          | Катя, дъщерята на Мирко                               |
| 1965        | Мирно-слънчево                   |       |                                          | синоптичката                                          |
| 1963        | Ивайло                           |       |                                          | Калина                                                |
| 1962        | Специалист по всичко             |       |                                          | Нели 1                                                |
| 1960        | Дом на две улици                 |       |                                          | Ането                                                 |
| 1958        | Любимец №13                      |       |                                          | Елена                                                 |
| 1957        | Хайдушка клетва                  |       |                                          | Ивана, пленена мома, после жена на Страхил            |
| 1957        | Земя                             |       |                                          | Цвета                                                 |
| 1956        | Ребро Адамово                    |       |                                          | Хатидже Халилова                                      |
| 1956        | Точка първа                      |       |                                          | студентка на пейката                                  |
| 1955        | Празник                          |       |                                          | Иванка                                                |

- „Призвание актриса“ (2016) – документален

## Роли в дублажа
- „Малка къща в прерията“, 80-те години
- „Синьо лято“ (дублаж на Българската телевизия) – Беа, 1984